# 한빛로
한빛로(Hanbit-ro)는 서울특별시 동대문구 신설동에서 용두동을 잇는 도로이다. 대광초등학교·대광중학교·대광고등학교 옆을 지나기 때문에, ‘대광(大光)’이라는 이름을 순한글로 풀어 가로명을 제정하였다.

## 역사
- 고려~조선 시대 : 개경-파주 마산역(馬山驛)-양주 녹양역(綠楊驛)-노원역(蘆原驛)-남경역(南京驛)-남경 행궁(현 경복궁 북쪽)으로 이어지던 길과, 춘천-남양주-중랑포(中浪浦, 현 중랑교)-남경역으로 이어지던 길의 일부. 앞의 두 길과 광주(廣州)-살곶이다리-남경역으로 이어지던 길이 만나던 역참인 남경역은, 한빛로와 무학로43길이 만나는 삼거리 앞에 있었다.[1]
- 2009년 12월 17일 : 한빛로로 명명